# Widdelswehr
Widdelswehr is een dorp in de gemeente Emden in de Duitse deelstaat Nedersaksen. Het dorp ligt ten oosten van Emden en vormt samen met Jarßum een stadsdeel. Tot 1972 was Widdelswehr een zelstandige gemeente die deel was van het Landkreis Leer.